# Chris Daukaus
Chris Daukaus (Filadelfia, 25 settembre 1989) è un artista marziale misto statunitense.
Combatte nella divisione dei pesi massimi per l'organizzazione statunitense UFC.

## Biografia
Daukaus è cresciuto a Filadelfia, nel quartiere di Tacony. Nel 2007 si è diplomato alla North Catholic High School andando a vivere nel quartiere di Parkwood, Filadelfia. Dopo la laurea, ha frequentato la Pennsylvania State University, abbandonando gli studi in seguito. Dopo gli studi ha iniziato ad allenarsi nelle arti marziali miste. L'anno successivo si è iscritto all'accademia di polizia.